# 福井麻衣
福井 麻衣（ふくい まい）は、大阪府生まれ、スウェーデン育ちのハープ奏者。パリ在住。平成26年度「咲くやこの花賞」音楽部門受賞。

## 来歴
7歳のころからハープを始める。2008年から2009年までローム・ミュージック・ファンデーション奨学生に採用。パリ国立高等音楽院ハープ科および室内楽科で研鑽を積み、2010年、同音楽院修士課程を満場一致の首席で卒業する。これまでにハープをスーザン・マクドナルド、ジェルメーヌ・ロレンツィーニ、イザベル・モレッティなどに師事。室内楽をミシェル・モラゲスに師事。ピエール・ブーレーズ、リオネル・ブランギエ指揮のオーケストラ団員としてスペイン、パリ・サル・プレイエル、ルーブル美術館、スイスおよびオランダ世界ハープ会議にて演奏。2010年、ハープ奏者としてパリ・オペラ座の演目を演奏。2011年、小澤征爾指揮のサイトウ・キネン・オーケストラに参加。パリを拠点にヨーロッパ各地と日本で、独奏、室内楽、オーケストラなど幅広く演奏活動を続ける。2014年から2015年にかけて、フランス・アミアン地方音楽院にて非常勤講師を務める。2018年より東京芸術大学ハープ科非常勤講師。

## 受賞歴
- 2001年 - 第2回大阪国際音楽コンクール弦楽器部門中学校の部第1位・協賛賞[6]
- 2002年 -  第14回日本ハープコンクールアドバンス部門第3位
- 2005年 -  パリ・シテデザール国際ハープコンクール第1位（日本人初）
- 2007年 -  第7回USA国際ハープコンクール入賞
- 2012年 -  第18回イスラエル国際ハープコンクール第3位・特別賞（現代曲部門）
- 2013年 -  第22回青山音楽賞新人賞受賞[7]
- 2015年 -  2014年度（平成26年度）「咲くやこの花賞」音楽部門受賞[8][9]

## ディスコグラフィー
- 翔く若手ハーピスト2008（2008年6月14日発売、6人の若手ハープ奏者たちによる演奏記録集）
  - ロッシーニ「セビリアの理髪師」『そっと静かに』によるロンド（ボクサ）を収録
- Bijoux de la Harpe / ハープの宝石箱（2014年7月1日発売、「レコード芸術」2014年8月号にて特選盤・優秀録音盤に選出[10]）
  - 黛敏郎「ROKUDAN ハープのための」（イスラエル国際ハープコンクール特別賞受賞曲）などを収録